# 蒙通哥 (阿肯色州)
蒙通哥（英語：Montongo）是位於美國阿肯色州德魯縣的一個非建制地區。該地的面積和人口皆未知。

## 地理
蒙通哥的座標為33°44′35″N 91°49′20″W / 33.74306°N 91.82222°W，而該地的平均海拔高度為117米（即384英尺）。